# G-krafter
g-krafter eller accelerationskrafter, används för att uttrycka de belastningar som en person eller ett föremål utsätts för vid acceleration. Vanligen används pluralis eftersom belastningen varierar. Bokstaven g är den vanliga beteckningen för tyngdaccelerationen. 
Begreppet används såväl för de stora accelerationskrafter som upplevs i ett flygplan under brant sväng eller efter brant dykning, som för de krafter som en dragsterförare upplever under rätlinjig acceleration rakt framåt. g-krafterna mäts med accelerometer eller g-mätare som visar vektorn a - g, (eller  (a - g)/|g|).
Begreppet kan även användas för belastningarna i en berg- och dalbana, där g-krafterna tillåts variera mellan -2g och 6g. Negativa g-krafter innebär att man skulle lyfta från sätet om man inte hölls fast av byglar.
Vid lägre accelerationskrafter i flygsammanhang eller i andra vardagliga sammanhang används däremot uttrycket sällan, även om det tekniskt sett rör sig om samma fysiska fenomen.

## Bakgrund
Den storhet som normalt används när g-krafter skall uttryckas kvantitativt är g, där 1mg motsvarar tyngdkraften som verkar på en "kropp" (en person eller ett föremål) med massan m på markytan i vila eller vid konstant  hastighet (likformig rätlinjig rörelse) nära marken. Kroppen utsätts då också för en lika stor uppåtriktad kraft från omgivningen, som förhindrar fritt fall. Om en pilot utsätts för g-krafter av upp till 9g  innebär det att piloten påverkas av en kraft 9mg från flygplanet. Detta svarar mot den kraft som skulle verkat om tyngdaccelerationen varit 9 gånger så stor. 
G-krafterna hör ihop med tyngdaccelerationen g, som genomsnittligt är cirka 9,82 m/s² vid markytan. En person som väger m =75 kg påverkas vid markytan av en nedåtriktad tyngdkraft som är mg = {\displaystyle 75\cdot 9,82} N (newton) = 737 N och en lika stor uppåtriktad normalkraft. Man säger att personen har tyngden 737 N. Vid en 9 g-sväng påverkas samma person av en kraft från flygplanet som är 9 gånger så stor som i vila, det vill säga 9mg= 6 633 N.
G-krafterna är relaterad till krafter och inte till massa. En person vars massa är 75 kg på startbanan eller på startrampen har fortfarande massan 75 kg under en 9 g-sväng något senare eller efter landningen på månen. En vägning med balansvåg skulle fortfarande visa 75 kg, medan en vanlig badrumsvåg mäter kraft och skulle visa 675 kg under en 9 g-sväng. Under svängen upplevs detta på samma sätt som om alla kroppsdelar skulle väga nio gånger så mycket som normalt, även huvud och extremiteter.
Några olika typer av acceleration som finns på jorden:
- Tyngdacceleration vid jordytan: 1 g
- Jordbävning - knappt märkbar: 0,001 g
- Jordbävning - Kraftig: 0,01 g
- Jordbävning - Katastrofal: 0,1 g
- Berg- och dalbanor mellan -2g och 6g
- Hopp på studsmatta, upp till 7-8g
- Katapultstart med flygplan från hangarfartyg: 2-5 g
- Vid hopp från 10 meter hög trampolin: 8 g (retardation vid nedslaget i vattnet)
- Normal acceleration i jaktflygplan: upp till 9 g
- Vid fallskärms öppnande (gäller bara de gamla fallskärmstyperna som inte hade ”slider”  och andra modifieringar som kommit de senaste 40 åren för att bromsa utvecklingsförloppet ner till nära 0g): 12-15 g
- Katapultstolsutskjutning från flygplan: 18-20 g
- Benbrott vid fall: 15-40 g
- Vid kraschlandning med flygplan och bilkrascher: 30-60 g
- Dödliga krascholyckor: 700-1 000 g
- Radialacceleration i ultracentrifug: 25 000 g eller mer

En människa klarar olika belastningar (långvariga) i olika positioner:
- Sittande: cirka 4,5 g
- Liggande (mage ner): cirka 12 g
- Liggande (rygg ner): cirka 15 g

Sittande klarar man 4-5 g under 3-4 sekunder utan nämnvärd påverkan. Blodtillförseln upphör till hjärnan av denna kraft. Grey-out kommer emellertid tidigare, vid ca. 3-4 g, då blodtillförsel till näthinnan upphör. Allt blir ”grått”. Därefter försvinner snabbt perifera seendet och strax därefter centrala dito, man har en black-out (notera att black-out inte har med medvetslöshet att göra utan seende). Hörseln är det sista som lägger av, strax efter black-out.  
Kroppsrörelse är försvårad redan vid 4-5 g.
Tester för Amerikanska rymdprogrammet gav bland annat följande värden för deaccelerationstest (inbromsning) med apor.
(Redan 1937 gjordes tester med människor och man kunde där konstatera att en del piloter klarade upp till 17 g under 4 minuter (transversell acceleration (bröst till rygg)).
- Dödlig chock (skador på lungor och cirkulationsorgan). Accelerationsökningen låg på cirka 11 250 g per sekund, med en total varaktighet på 0,35 sekunder. : Skadegräns 237 g.

- Bestående skada orsakades med en accelerationsökning på 5 000 g per sekund under 0,35 sekunder. : Skadegräns 135 g

- Övergående skadeverkningar skedde vid över 5 000 g per sekund under 0,35 sekunder deacceleration. : Skadegräns 60 g

- En läkare vid Försvarets läroverk, Överste Stapp, påstod dessutom att en människa kan utan problem hantera upp till 40 g om accelerationsökningen är mindre än 600 g per sekund med varaktighet under 0,2 sekunder. (Ryggläge mot färdriktning krävs). : Skadegräns 40 g

Nedsänkning av kroppen i en vätska testas även och man har klart för sig på ett tidigt stadium att accelerationskrafternas verkan reduceras avsevärt då.
Test på råttor visade i ett tidigt skede att vätskan ökade motståndskraften hos den utsatte med en faktor på cirka 10. Överlevnadsfaktorn var stor även upp till 1 000 g. 
Råttor som var gravida dog men fostret klarade upp till 10 000 g, tack vare att dess lungor inte var luftfyllda.
Man upptäckte även att djur som normalt lever i vatten klarade mycket höga värden under lång tid. Flagellaten ”Euglena viridis” överlevde centrifugering vid 212 000 g under 4 timmar och ”guppies” tålde 10 000 g under 30 sekunder. Möss nedsänkta i vatten kunde med syrgasandning klara 1 300 g under 60 sekunder.
Man insåg även tidigt att man måste hitta resonansfrekvenserna i människokroppen då problem med försöksdjursuppskjutningar hade visat att raketerna började självsvänga vid vissa g-krafter (konstruktionsproblem) och djuren tagit skada av detta.